# 녬비
녬비(스페인어: Ñemby)는 파라과이의 도시이면서, 센트랄 주에 위치하여 있는 도시이다. 인구는 71,909명이다.